# James Lewis Spencer
James Lewis Spencer, britanski general, * 1897, † 1949.